# Emile Ardolino
Emile Ardolino (New York, 9 maggio 1943 – Los Angeles, 20 novembre 1993) è stato un regista statunitense, di origini italiane.

## Biografia
Figlio di immigrati italiani, Ester Pesiri e Emilio Ardolino, morto quando Emile aveva 6 anni, è stato un regista e produttore. È conosciuto soprattutto per aver diretto film campioni d'incassi come Dirty Dancing - Balli proibiti e Sister Act - Una svitata in abito da suora.
Iniziò la sua carriera lavorando in teatro a Broadway. Nel 1967 fondò la "Compton Ardolino Films", casa di produzione indipendente. Nel 1983 vinse un premio Oscar per il  documentario sulla danza intitolato He Makes Me Feel Like Dancin'.
Dichiaratamente gay, Ardolino morì nel 1993 a 50 anni per complicazioni da AIDS. Poco prima di morire, il regista riprese l'esibizione teatrale e produsse una versione cinematografica del celebre balletto di Čajkovskij Lo schiaccianoci, nella versione di George Balanchine. Il film, dal titolo George Balanchine: Lo schiaccianoci, vede come protagonista, nel ruolo dello Schiaccianoci, il giovane Macaulay Culkin.

## Filmografia

### Cinema
- He Makes Me Feel Like Dancin' – documentario (1983)
- Dirty Dancing - Balli proibiti (Dirty Dancing) (1987)
- Uno strano caso (Chances Are) (1989)
- Tre scapoli e una bimba (Three Men and a Little Lady) (1990)
- Sister Act - Una svitata in abito da suora (Sister Act) (1992)
- George Balanchine lo schiaccianoci (1993)

### Televisione
- Baryshnikov at the White House – film TV (1979)
- When Hell Freezes Over, I'll Skate – film TV (1979)
- Great Performances: Dance in America – serie TV, 5 episodi (1977-1981)
- Alice at the Palace – film TV (1982)
- Joseph Papp Presents: The Dance and the Railroad – film TV (1982)
- Faerie Tale Theatre – serie TV, 1 episodio (1982)
- A Midsummer Night's Dream – film TV (1982)
- American Playhouse – serie TV, 1 episodio (1986)
- Gypsy – film TV (1993)